# Mistrzostwa Świata w Hokeju na Lodzie 2010 (I Dywizja)
Mistrzostwa Świata w Hokeju na Lodzie I dywizji 2010 odbędą się w dwóch państwach: w Holandii (Tilburg) oraz w Słowenii (Lublana). Zawody rozgrywane będą w dniach 17 – 25 kwietnia. To 14. turniej o awans do Elity mistrzostw świata (wcześniej grupy A).
W tej części mistrzostw uczestniczy 12 drużyn, które podzielone są na dwie grupy, w których rozgrywają mecze systemem każdy z każdym. Najlepsze drużyny awansują do Elity. Najgorsze spadają do II dywizji.
Hale, w których odbyły się zawody to:
- IJssportcentrum (Tilburg)
- Hala Tivoli (Lublana)

## Grupa A
Wyniki
| 19 kwietnia 2010 | Litwa | 5:12 | Ukraina | IJssportcentrum, Tilburg |

| Szczegóły      | Szczegóły | Szczegóły       | Szczegóły | Szczegóły                                   |
| -------------- | --- | --------------- | --- | ------------------------------------------- |
| Godzina: 13:30 | T. Kumeliauskas 22:25 (EQ) T. Kumeliauskas 25:34 (PP) M. Slikas 32:04 (EQ) T. Kumeliauskas 35:10 (EQ) D. Kulevicius 53:20 (EQ) | (0:2, 4:4, 1:6) | 03:35 (EQ) O. Materuchin 14:17 (EQ) A. Michnow 21:07 (PP) S. Warłamow 22:00 (EQ) O. Tymczenko 23:59 (EQ) R. Salnykow 36:35 (EQ) K. Kasianczuk 43:10 (EQ) A. Bondariew 44:27 (EQ) O. Szafarenko 54:44 (EQ) W. Szachrajczuk 57:10 (EQ) K. Kasianczuk 58:48 (EQ) D. Cyrul 59:46 (EQ) O. Materuchin | Widzów: Jimmy Bergamelli Sędzia główny: 500 |

| 19 kwietnia 2010 | Serbia | 0:13 | Austria | IJssportcentrum, Tilburg |

| Szczegóły      | Szczegóły | Szczegóły       | Szczegóły | Szczegóły                               |
| -------------- | --------- | --------------- | --- | --------------------------------------- |
| Godzina: 17:00 |           | (0:7, 0:3, 0:3) | 03:57 (PP) G. Hager 06:28 (EQ) G. Unterluggauer 09:14 (EQ) O. Setzinger 13:16 (PP) M. Tratting 17:00 (EQ) T. Koch 17:18 (EQ) T. Pock 19:33 (EQ) Ch. Harrand 25:18 (SH) D. Schiller 35:03 (EQ) D. Werenka 39:13 (EQ) D. Welser 44:02 (EQ) D. Welser 53:42 (EQ) D. Welser 59:46 (EQ) D. Welser | Widzów: 800 Sędzia główny: Swen Bergman |

| 19 kwietnia 2010 | Holandia | 1:3 | Japonia | IJssportcentrum, Tilburg |

| Szczegóły      | Szczegóły               | Szczegóły       | Szczegóły                                                      | Szczegóły                                    |
| -------------- | ----------------------- | --------------- | -------------------------------------------------------------- | -------------------------------------------- |
| Godzina: 20:30 | M. Dalhuisen 59:59 (EQ) | (0:1, 0:2, 1:0) | 03:39 (EQ) G. Tanaka 25:14 (PP) T. Suzuki 39:29 (EQ) M. Domeki | Widzów: 2500 Sędzia główny: Lars Brueggemann |

| 20 kwietnia 2010 | Austria | 6:2 | Litwa | IJssportcentrum, Tilburg |

| Szczegóły      | Szczegóły | Szczegóły       | Szczegóły                                          | Szczegóły                                |
| -------------- | --- | --------------- | -------------------------------------------------- | ---------------------------------------- |
| Godzina: 13:30 | M. Tratting 18:10 (PP) M. Latusa 28:16 (EQ) T. Koch 34:45 (PP) T. Pock 35:49 (EQ) M. Peintner 43:01 (EQ) P. Harand 47:04 (EQ) | (1:1, 3:0, 2:1) | 14:29 (PP) A. Katulis 49:40 (EQ) D. Vaiciukevicius | Widzów: 500 Sędzia główny: Jacob Grumsen |

| 20 kwietnia 2010 | Japonia | 5:0 | Serbia | IJssportcentrum, Tilburg |

| Szczegóły      | Szczegóły                                                                                              | Szczegóły       | Szczegóły | Szczegóły                                   |
| -------------- | --- | --------------- | --------- | ------------------------------------------- |
| Godzina: 17:00 | H. Ueno 00:53 (PP) Y. Iimura 29:37 (SH) M. Nishiwaki 35:40 (EQ) T. Saito 39:08 (SH) S. Sato 46:02 (EQ) | (1:0, 3:0, 1:0) |           | Widzów: 350 Sędzia główny: Lars Brueggemann |

| 20 kwietnia 2010 | Ukraina | 9:2 | Holandia | IJssportcentrum, Tilburg |

| Szczegóły      | Szczegóły | Szczegóły       | Szczegóły                                      | Szczegóły                                    |
| -------------- | --- | --------------- | ---------------------------------------------- | -------------------------------------------- |
| Godzina: 20:30 | O. Matwiczuk 03:00 (EQ) K. Kasianczuk 14:40 (EQ) A. Bondariew 16:54 (EQ) K. Kasianczuk 22:08 (EQ) A. Michnow 24:29 (EQ) W. Szachrajczuk 28:37 (EQ) D. Isajenko 35:57 (SH) A. Bondariew 49:56 (EQ) D. Nimenko 54:19 (EQ) | (3:0, 4:1, 2:1) | 35:11 (PP) P. van Biezen 52:46 (EQ) N. de Jong | Widzów: 2250 Sędzia główny: Jimmy Bergamelli |

| 22 kwietnia 2010 | Ukraina | 15:2 | Serbia | IJssportcentrum, Tilburg |

| Godzina: 13:30 |

| 22 kwietnia 2010 | Japonia | 1:3 | Austria | IJssportcentrum, Tilburg |

| Godzina: 17:00 |

| 22 kwietnia 2010 | Litwa | 1:4 | Holandia | IJssportcentrum, Tilburg |

| Godzina: 20:30 |

| 24 kwietnia 2010 | Serbia | 4:10 | Litwa | IJssportcentrum, Tilburg |

| Godzina: 13:30 |

| 24 kwietnia 2010 | Ukraina | 2:1 | Japonia | IJssportcentrum, Tilburg |

| Godzina: 17:00 |

| 24 kwietnia 2010 | Austria | 4:1 | Holandia | IJssportcentrum, Tilburg |

| Godzina: 20:30 |  | (2:1, 2:0, 0:0) |  |  |

| 25 kwietnia 2010 | Japonia | 7:1 | Litwa | IJssportcentrum, Tilburg |

| Godzina: 13:30 |

| 25 kwietnia 2010 | Holandia | 3:2 pd. | Serbia | IJssportcentrum, Tilburg |

| Szczegóły      | Szczegóły                                                       | Szczegóły            | Szczegóły                                     | Szczegóły                                    |
| -------------- | --------------------------------------------------------------- | -------------------- | --------------------------------------------- | -------------------------------------------- |
| Godzina: 17:00 | M. Kars 04:38 (EQ) C. van Schagen 07:15 (EQ) M. Kars 62:57 (EQ) | (2:1, 0:1, 0:0, 1:0) | 15:45 (EQ) F. Mirkovic 35:14 (PP) F. Mirkovic | Widzów: 2120 Sędzia główny: Jimmy Bergamelli |

| 25 kwietnia 2010 | Austria | 2:1 | Ukraina | IJssportcentrum, Tilburg |

| Szczegóły      | Szczegóły                                  | Szczegóły       | Szczegóły             | Szczegóły                                    |
| -------------- | ------------------------------------------ | --------------- | --------------------- | -------------------------------------------- |
| Godzina: 20:30 | T. Raffl 01:56 (PP) M. Trattnig 51:55 (EQ) | (1:0, 0:0, 1:1) | 50:06 (PP) A. Sriubko | Widzów: 1750 Sędzia główny: Lars Brueggemann |

### Tabela
Lp. = lokata, M = liczba rozegranych spotkań, W = Wygrane, WpD = Wygrane po dogrywce lub karnych, PpD = Porażki po dogrywce lub karnych, P = Porażki, G+ = Gole strzelone, G- = Gole stracone, Pkt = Liczba zdobytych punktów
| Lp. | Zespół   | M | W | WpD | PpD | P | G + | G - | +/- | Pkt |
| --- | -------- | - | - | --- | --- | - | --- | --- | --- | --- |
| 1   | Austria  | 5 | 5 | 0   | 0   | 0 | 28  | 5   | +23 | 15  |
| 2   | Ukraina  | 5 | 4 | 0   | 0   | 1 | 39  | 12  | +27 | 12  |
| 3   | Japonia  | 5 | 3 | 0   | 0   | 2 | 17  | 7   | +10 | 9   |
| 4   | Holandia | 5 | 1 | 1   | 0   | 3 | 11  | 19  | -8  | 5   |
| 5   | Litwa    | 5 | 1 | 0   | 0   | 4 | 19  | 33  | -14 | 3   |
| 6   | Serbia   | 5 | 0 | 0   | 1   | 4 | 8   | 46  | -38 | 1   |

Statystyki
- Klasyfikacja strzelców:  Kostiantyn Kasianczuk,  Ołeksandr Materuchin – 6 goli
- Klasyfikacja asystentów:  Andrij Michnow,  Oliver Setzinger – 9 asyst
- Klasyfikacja kanadyjska:  Kostiantyn Kasianczuk – 13 punktów
- Klasyfikacja +/-:  Denys Isajenko – +11
- Klasyfikacja skuteczności interwencji bramkarzy:  Masahito Haruna – 97,56%
- Klasyfikacja średniej goli straconych na mecz bramkarzy:  Masahito Haruna – 0,50

Nagrody indywidualne
Dyrektoriat turnieju wybrał trójkę najlepszych zawodników, po jednej na każdej pozycji:
- Bramkarz:  Yutaka Fukufuji
- Obrońca:  Matthias Trattnig
- Napastnik:  Kostiantyn Kasianczuk

## Grupa B
Wyniki
| 17 kwietnia 2010 | Korea Południowa | 2:4 | Węgry | Hala Tivoli, Lublana |

| Szczegóły      | Szczegóły                                 | Szczegóły       | Szczegóły                                                                          | Szczegóły                                     |
| -------------- | ----------------------------------------- | --------------- | ---------------------------------------------------------------------------------- | --------------------------------------------- |
| Godzina: 13:00 | Kim K. S. 20:36 (EQ) Kim K. S. 49:32 (PP) | (0:0, 1:3, 1:1) | 23:09 (EQ) R. Holéczy 28:51 (EQ) J. Vas 31:28 (PP) I. Peterdi 41:36 (SH) C. Kovács | Widzów: 510 Sędzia główny: Władimir Nalivaiko |

| 17 kwietnia 2010 | Chorwacja | 1:4 | Wielka Brytania | Hala Tivoli, Lublana |

| Szczegóły      | Szczegóły            | Szczegóły       | Szczegóły                                                                               | Szczegóły                              |
| -------------- | -------------------- | --------------- | --------------------------------------------------------------------------------------- | -------------------------------------- |
| Godzina: 16:30 | D. Kanaet 12:45 (PP) | (1:1, 0:2, 0:1) | 04:48 (EQ) J. Phillips 30:56 (EQ) B. O’Connor 37:07 (EQ) G. Chambers 56:29 (PP) R. Dowd | Widzów: 530 Sędzia główny: Viki Trilar |

| 17 kwietnia 2010 | Polska | 2:3 | Słowenia | Hala Tivoli, Lublana |

| Szczegóły      | Szczegóły                                | Szczegóły       | Szczegóły                                                          | Szczegóły                                   |
| -------------- | ---------------------------------------- | --------------- | ------------------------------------------------------------------ | ------------------------------------------- |
| Godzina: 20:00 | M. Csorich 13:44 (PP) J. Kłys 24:03 (PP) | (1:3, 1:0, 0:0) | 02:56 (EQ) S. Kovačevič 14:17 (EQ) T. Razingar 19:49 (PP) J. Urbas | Widzów: 3000 Sędzia główny: Miroslav Jebavy |

| 18 kwietnia 2010 | Wielka Brytania | 2:1 | Korea Południowa | Hala Tivoli, Lublana |

| Szczegóły      | Szczegóły                               | Szczegóły       | Szczegóły             | Szczegóły                                  |
| -------------- | --------------------------------------- | --------------- | --------------------- | ------------------------------------------ |
| Godzina: 13:00 | P. Hill 26:46 (PP) J. Hewitt 49:41 (EQ) | (0:0, 1:1, 0:1) | 37:11 (EQ) Song D. H. | Widzów: 520 Sędzia główny: Miroslav Jebavy |

| 18 kwietnia 2010 | Węgry | 6:0 | Polska | Hala Tivoli, Lublana |

| Szczegóły      | Szczegóły | Szczegóły       | Szczegóły | Szczegóły                              |
| -------------- | --- | --------------- | --------- | -------------------------------------- |
| Godzina: 16:30 | I. Sofron 08:38 (EQ) M. Vas 10:17 (PP) M. Vas 40:14 (EQ) T. Sille 45:14 (EQ) A. Horváth 45:43 (EQ) B. Ladányi 57:22 (EQ) | (2:0, 0:0, 4:0) |           | Widzów: 640 Sędzia główny: Viki Trilar |

| 18 kwietnia 2010 | Słowenia | 10:1 | Chorwacja | Hala Tivoli, Lublana |

| Szczegóły      | Szczegóły | Szczegóły       | Szczegóły           | Szczegóły                                      |
| -------------- | --- | --------------- | ------------------- | ---------------------------------------------- |
| Godzina: 20:00 | S. Kovačevič 01:04 (EQ) J. Muršak 05:28 (SH) T. Razingar 09:07 (EQ) Ž. Pance 09:21 (EQ) Ž. Jeglič 11:20 (EQ) Ž. Pavlin 14:17 (PP) M. Rodman 35:39 (EQ) J. Muršak 50:30 (PP) R. Tičar 50:47 (EQ) R. Tičar 59:57 (EQ) | (6:0, 1:1, 3:0) | 23:58 (PP) M. Novak | Widzów: 3500 Sędzia główny: Władimir Nalivaiko |

| 20 kwietnia 2010 | Korea Południowa | 2:5 | Polska | Hala Tivoli, Lublana |

| Szczegóły      | Szczegóły                                  | Szczegóły       | Szczegóły | Szczegóły                              |
| -------------- | ------------------------------------------ | --------------- | --- | -------------------------------------- |
| Godzina: 13:00 | Song D. H. 07:33 (EQ) Cho M. H. 33:30 (PP) | (3:1, 1:1, 1:0) | 03:50 (EQ) L. Laszkiewicz 07:01 (EQ) M. Kotlorz 07:33 (EQ) K. Dziubiński 36:38 (EQ) J. Rzeszutko 55:05 (PP) P. Wajda | Widzów: 362 Sędzia główny: Viki Trilar |

| 20 kwietnia 2010 | Węgry | 8:0 | Chorwacja | Hala Tivoli, Lublana |

| Szczegóły      | Szczegóły | Szczegóły       | Szczegóły | Szczegóły                                     |
| -------------- | --- | --------------- | --------- | --------------------------------------------- |
| Godzina: 16:30 | M. Vas 03:27 (EQ) D. Fekete 03:53 (EQ) I. Peterdi 15:56 (PP) I. Peterdi 24:39 (PP) B. Ladányi 26:38 (PP) B. Svasznek 29:41 (EQ) I. Peterdi 32:10 (EQ) B. Magosi 32:57 (EQ) | (3:0, 5:0, 0:0) |           | Widzów: 623 Sędzia główny: Władimir Nalivaiko |

| 20 kwietnia 2010 | Słowenia | 4:3 pd. | Wielka Brytania | Hala Tivoli, Lublana |

| Szczegóły      | Szczegóły                                                                        | Szczegóły            | Szczegóły                                                     | Szczegóły                                   |
| -------------- | -------------------------------------------------------------------------------- | -------------------- | ------------------------------------------------------------- | ------------------------------------------- |
| Godzina: 20:00 | J. Urbas 18:33 (PP) R. Tičar 29:14 (EQ) R. Tičar 51:02 (EQ) Ž. Jeglič 61:40 (EQ) | (1:0, 1:0, 1:3, 1:0) | 45:20 (PP) A.Tait 45:42 (EQ) M. Garside 59:08 (EQ) J.Phillips | Widzów: 3600 Sędzia główny: Miroslav Jebavy |

| 21 kwietnia 2010 | Polska | 6:0 | Chorwacja | Hala Tivoli, Lublana |

| Szczegóły      | Szczegóły | Szczegóły       | Szczegóły | Szczegóły                                  |
| -------------- | --- | --------------- | --------- | ------------------------------------------ |
| Godzina: 13:00 | J. Rzeszutko 03:00 (EQ) M. Danieluk 03:57 (EQ) M. Łopuski 13:03 (EQ) G. Pasiut 31:49 (PP) T. Malasiński 39:14 (SH) R. Dutka 59:16 (PP) | (3:0, 2:0, 1:0) |           | Widzów: 356 Sędzia główny: Miroslav Jebavy |

| 21 kwietnia 2010 | Wielka Brytania | 0:2 | Węgry | Hala Tivoli, Lublana |

| Szczegóły      | Szczegóły | Szczegóły       | Szczegóły                                    | Szczegóły                               |
| -------------- | --------- | --------------- | -------------------------------------------- | --------------------------------------- |
| Godzina: 16:30 |           | (0:0, 0:1, 0:1) | 30:24 (EQ) D. Fekete 45:43 (EQ) K. Palkovics | Widzów: 1500 Sędzia główny: Viki Trilar |

| 21 kwietnia 2010 | Słowenia | 8:3 | Korea Południowa | Hala Tivoli, Lublana |

| Szczegóły      | Szczegóły | Szczegóły       | Szczegóły                                                       | Szczegóły                                      |
| -------------- | --- | --------------- | --------------------------------------------------------------- | ---------------------------------------------- |
| Godzina: 20:00 | J. Muršak 04:58 (EQ) A. Kranjc 06:56 (EQ) R. Tičar 12:16 (PP) K. Pretnar 25:04 (EQ) M. Šivic 32:36 (SH) D. Rodman 40:33 (EQ) J. Muršak 46:47 (EQ) T. Razingar 54:12 (EQ) | (3:0, 2:2, 3:1) | 20:22 (EQ) Kim W. J. 34:57 (EQ) Park W. S. 55:09 (EQ) Ahn H. M. | Widzów: 2800 Sędzia główny: Władimir Naliwaiko |

| 23 kwietnia 2010 | Chorwacja | 2:5 | Korea Południowa | Hala Tivoli, Lublana |

| Szczegóły      | Szczegóły                                    | Szczegóły       | Szczegóły                                                                                                   | Szczegóły                              |
| -------------- | -------------------------------------------- | --------------- | --- | -------------------------------------- |
| Godzina: 13:00 | M. Lovrenčić 09:15 (EQ) D. Kanaet 58:57 (EQ) | (1:3, 0:1, 1:1) | 00:41 (EQ) Song D. H. 08:01 (PP) Song D. H. 11:05 (EQ) Park W. S. 22:49 (EQ) Kim K. S. 57:26 (EQ) Kim W. J. | Widzów: 350 Sędzia główny: Viki Trilar |

| 23 kwietnia 2010 | Wielka Brytania | 1:2 | Polska | Hala Tivoli, Lublana |

| Szczegóły      | Szczegóły          | Szczegóły       | Szczegóły                                     | Szczegóły                                  |
| -------------- | ------------------ | --------------- | --------------------------------------------- | ------------------------------------------ |
| Godzina: 16:30 | P. Hill 17:13 (EQ) | (0:1, 1:0, 1:0) | 37:57 (EQ) J. Rzeszutko 53:43 (EQ) M. Łopuski | Widzów: 350 Sędzia główny: Miroslav Jebavy |

| 23 kwietnia 2010 | Węgry | 1:4 | Słowenia | Hala Tivoli, Lublana |

| Szczegóły      | Szczegóły         | Szczegóły       | Szczegóły                                                                         | Szczegóły                                      |
| -------------- | ----------------- | --------------- | --------------------------------------------------------------------------------- | ---------------------------------------------- |
| Godzina: 20:00 | M. Vas 08:37 (SH) | (1:1, 0:1, 0:2) | 00:50 (EQ) R. Tičar 37:42 (PP) A. Kranjc 41:06 (PP) R. Tičar 53:30 (EQ) J. Muršak | Widzów: 4000 Sędzia główny: Władimir Naliwaiko |

### Tabela
Lp. = lokata, M = liczba rozegranych spotkań, W = Wygrane, WpD = Wygrane po dogrywce lub karnych, PpD = Porażki po dogrywce lub karnych, P = Porażki, G+ = Gole strzelone, G- = Gole stracone, Pkt = Liczba zdobytych punktów
| Lp. | Zespół           | M | W | WpD | PpD | P | G + | G - | +/- | Pkt |
| --- | ---------------- | - | - | --- | --- | - | --- | --- | --- | --- |
| 1   | Słowenia         | 5 | 4 | 1   | 0   | 0 | 29  | 10  | +19 | 14  |
| 2   | Węgry            | 5 | 4 | 0   | 0   | 1 | 21  | 6   | +15 | 12  |
| 3   | Polska           | 5 | 3 | 0   | 0   | 2 | 15  | 12  | +3  | 9   |
| 4   | Wielka Brytania  | 5 | 2 | 0   | 1   | 2 | 10  | 10  | 0   | 7   |
| 5   | Korea Południowa | 5 | 1 | 0   | 0   | 4 | 13  | 21  | -8  | 3   |
| 6   | Chorwacja        | 5 | 0 | 0   | 0   | 5 | 4   | 33  | -29 | 0   |

Statystyki
- Klasyfikacja strzelców:  Rok Tičar – 7 goli
- Klasyfikacja asystentów:  Žiga Jeglič – 9 asyst
- Klasyfikacja kanadyjska:  Žiga Jeglič – 11 punktów
- Klasyfikacja skuteczności interwencji bramkarzy:  Zoltán Hetényi – 95,42%
- Klasyfikacja średniej goli straconych na mecz bramkarzy:  Zoltán Hetényi – 1,29

Nagrody indywidualne
Dyrektoriat turnieju wybrał trójkę najlepszych zawodników, po jednej na każdej pozycji:
- Bramkarz:  Stephen Murphy
- Obrońca:  Andras Horvath
- Napastnik:  Žiga Jeglič